# 주름띠

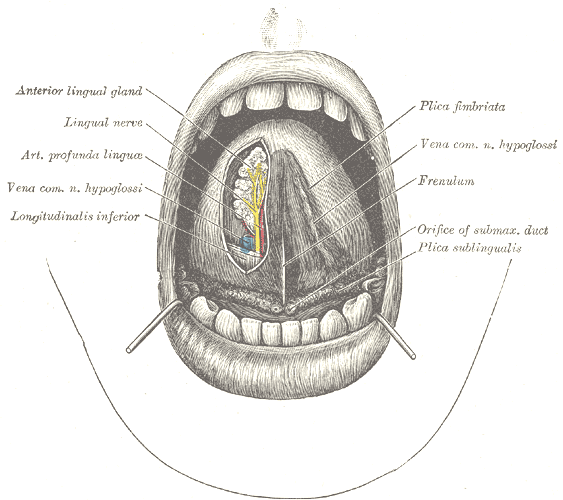
Anatomy of the human mouth, including the frenulum of the tongue

주름띠(frenulum, frenum) 또는 소대는 몸 안에 매달린 기관들의 움직임을 보호하거나 제한하는 조그마한 주름 모양의 조직을 뜻하며, "작은 굴레"를 뜻하는 라틴어 frēnulum에서 유래했다.

## 인체 해부학
인간의 몸에 있는 소대는, 입에도 있는 것과 소화 기관에 있는 것, 그리고 외성기에 연결되어있는 것 등이 있다. 매우 짧은 소대의 경우 소대절제술로 길이를 조절, 정상적인 길이로 만들 수 있다.
- 구강 조직: 입의 소대로는 혀 아래의 설소대, 윗입술 안 쪽의 상순 소대, 아랫입술 안 쪽의 하순 소대, 그리고 뺨과 잇몸을 연결해주는 협소대가 있다. 이들은 모두 얼굴이나 입에 가해지는 강한 충격에 찢어질 수 있고, 그래서 찢어진 소대는 때때로 신체적 학대의 증거가 될 수 있다.
- 외음부 조직: 여성의 경우, 성기의 소대로는 음핵의 음핵소대와 소음순이 회음 근처에서 만나는 부분의 음순소대가 있다.
- 음경 조직: 보통 소대라는 단어는 종종 음경소대를 뜻한다. 이 음경소대는 귀두 바로 아래에 있어 귀두와 포피를 연결해주며 포피가 수축하여 귀두를 덮도록 돕는다.

## 곤충학
소대는 대부분의 나방이 갖고 있는 뒷날개의 근원에 난 짧고 억센 털로서, 앞날개의 조그만 고리와 맞물려 날개가 함께 움직이도록 한다.

## 같이 보기
- 소음순 주름띠
- 뒤 맞교차